# Enxaneta
|  | Per a altres significats, vegeu «Enxaneta (desambiguació)». |

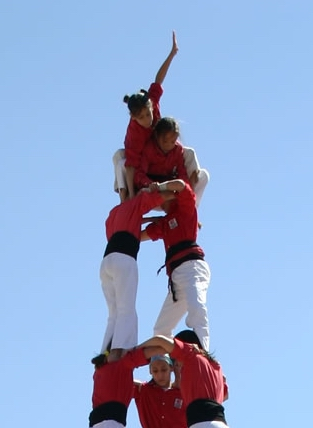
Enxaneta fent l'aleta en un 3 de 8 dels Castellers de Barcelona

L'enxaneta és el casteller que corona les estructures humanes anomenades castells. L'etimologia del mot és incerta.
Fins que l'enxaneta no arriba al capdamunt del castell i posa els dos peus sobre les espatlles dels dosos, el castell no es considera carregat, i en aquest moment, l'enxaneta fa l'aleta. En el cas dels pilars, no es considera carregat fins que no es deixa anar de les dues mans del casteller del pis inferior. Per norma general, l'enxaneta és un nen o nena, d'entre 5 i 10 anys. Contràriament al que hom sol pensar, actualment l'enxaneta no és el casteller més petit del castell, sinó que ho és l'aixecador, perquè l'enxaneta pugui passar més còmodament per sobre seu.
En els orígens dels castells, al segle xviii i primera part del xix, i tal com encara fan les moixigangues/muixerangues valencianes, l'aixecador era l'encarregat d'aixecar l'enxaneta, que s'havia posat sobre la seva esquena, i coronaven el castell posant-se drets tots dos. En alguns testimonis gràfics de l'anomenada època d'or del segle xix, de la que eren protagonistes els Xiquets de Valls, encara s'hi pot veure l'enxaneta amb els dos peus sobre l'esquena de l'aixecador

## Vies d'ascensió
- En un castell d'estructura de 3, com és per exemple el 3 de 9 amb folre, l'enxaneta puja per la rengla dreta (també anomenada plena) i baixa per la rengla del dos dret.
- En un castell d'estructura de 4, com en el 4 de 9 amb folre, l'enxaneta puja per la rengla per on no han pujat els dosos ni l'aixecador.
- En un castell d'estructura de 2, com el 2 de 8 amb folre, l'enxaneta puja per la rengla oposada a la de l'aixecador i baixa per la rengla per on no ha pujat.
- En un castell d'estructura de 5, com el 5 de 8, l'enxaneta puja per la rengla dreta, com en un tres, però després d'encavalcar-se sobre els dos aixecadors, fent les dues aletes corresponents, baixa per la rengla de descarregar del 2, o sigui, aquella per on no ha pujat l'aixecador del dos.